# Judo tại Đại hội Thể thao Đông Nam Á 2005
Judo tại Đại hội Thể thao Đông Nam Á năm 2005 được tổ chức từ ngày 1 đến ngày 4 tháng 12 năm 2005 tại Mandaue Coliseum, thành phố Mandaue, đảo Cebu, Philippines, trong khuôn khổ SEA Games lần thứ 23. Các vận động viên tranh tài ở 16 nội dung huy chương vàng, tương ứng với tám hạng cân khác nhau cho cả nam và nữ.
Việc phân định huy chương vàng và bạc ở mỗi hạng cân được thực hiện thông qua hình thức đấu loại trực tiếp một lần thua. Bên cạnh đó, ban tổ chức áp dụng hệ thống repechage – cơ chế tái đấu dành cho các vận động viên bị loại bởi một trong bốn người sau đó lọt vào vòng bán kết. Hệ thống này cho phép các vận động viên có thêm cơ hội tranh huy chương đồng, đảm bảo tính công bằng và khả năng phục hồi trong thi đấu.
Cụ thể, bốn vận động viên bị loại từ vòng 1/32 sẽ đối đầu với bốn người thua ở vòng 1/16. Những người chiến thắng sẽ tiếp tục gặp bốn vận động viên thua tại tứ kết. Sau đó, các trận đấu tiếp diễn nhằm xác định hai vận động viên cuối cùng của nhánh repechage. Ở giai đoạn này, hệ thống repechage được chia thành hai nửa độc lập, tương ứng với hai nửa của nhánh đấu chính. Mỗi vận động viên vượt qua repechage ở một nửa bảng sẽ thi đấu với vận động viên thua ở trận bán kết của nửa bảng còn lại — do đó đảm bảo rằng họ chưa từng đối đầu nhau trước đó.
Hai vận động viên giành chiến thắng ở loạt trận này sẽ cùng nhận huy chương đồng. Đây là đặc trưng riêng của môn judo trong hệ thống thi đấu thể thao quốc tế, khi không phân định một vị trí hạng ba duy nhất mà trao đồng hạng cho hai vận động viên.

## Bảng huy chương
| Hạng               | Đoàn               | Vàng | Bạc | Đồng | Tổng số |
| ------------------ | ------------------ | ---- | --- | ---- | ------- |
| 1                  | Thái Lan (THA)     | 4    | 5   | 6    | 15      |
| 2                  | Việt Nam (VIE)     | 4    | 2   | 8    | 14      |
| 3                  | Philippines (PHI)  | 4    | 2   | 6    | 12      |
| 4                  | Indonesia (INA)    | 3    | 4   | 4    | 11      |
| 5                  | Myanmar (MYA)      | 1    | 3   | 5    | 9       |
| 6                  | Malaysia (MAS)     | 0    | 0   | 3    | 3       |
| Tổng số (6 đơn vị) | Tổng số (6 đơn vị) | 16   | 16  | 32   | 64      |

## Tóm tắt kết quả

### Nam
| Hạng cân | Vàng                                    | Bạc                          | Đồng                             |
| -------- | --------------------------------------- | ---------------------------- | -------------------------------- |
| 55 kg    | Nguyễn Duy Khanh · Việt Nam             | Toni Irawan · Indonesia      | Franco Teves · Philippines       |
| 55 kg    | Nguyễn Duy Khanh · Việt Nam             | Toni Irawan · Indonesia      | Aung Tun Kyaw · Myanmar          |
| 60 kg    | Trần Văn Đoạt · Việt Nam                | Chanchai Suksuwan · Thái Lan | Eldy Gan · Indonesia             |
| 60 kg    | Trần Văn Đoạt · Việt Nam                | Chanchai Suksuwan · Thái Lan | Daniel Pedro · Philippines       |
| 66 kg    | Peter Taslim · Indonesia                | Bodin Panjabutra · Thái Lan  | Aristotle Lucero · Philippines   |
| 66 kg    | Peter Taslim · Indonesia                | Bodin Panjabutra · Thái Lan  | Nguyễn Quốc Hùng · Việt Nam      |
| 73 kg    | Gilbert Ramirez · Philippines           | Alexander Ralli · Thái Lan   | Joe Taslim · Indonesia           |
| 73 kg    | Gilbert Ramirez · Philippines           | Alexander Ralli · Thái Lan   | Nguyễn Trần Minh Nhật · Việt Nam |
| 81 kg    | John Baylon · Philippines               | Yan Naing Soe · Myanmar      | Chong Wai Keat · Malaysia        |
| 81 kg    | John Baylon · Philippines               | Yan Naing Soe · Myanmar      | Achilleus Ralli · Thái Lan       |
| 90 kg    | Zin Lin Aung · Myanmar                  | Dwi Shimanto · Indonesia     | Wuttikrai Srisoprap · Thái Lan   |
| 90 kg    | Zin Lin Aung · Myanmar                  | Dwi Shimanto · Indonesia     | Tan Chee Keong · Malaysia        |
| 100 kg   | Pongpitsanu Pratepwadtananon · Thái Lan | Krisna Bayu · Indonesia      | Lý Huỳnh Long · Việt Nam         |
| 100 kg   | Pongpitsanu Pratepwadtananon · Thái Lan | Krisna Bayu · Indonesia      | Nyan Soe · Myanmar               |
| +100 kg  | Tharalat Sutthiphun · Thái Lan          | Deni Zulfendri · Indonesia   | Tomohiko Hoshina · Philippines   |
| +100 kg  | Tharalat Sutthiphun · Thái Lan          | Deni Zulfendri · Indonesia   | Đặng Hào · Việt Nam              |

### Nữ
| Hạng cân | Vàng                                       | Bạc                             | Đồng                            |
| -------- | ------------------------------------------ | ------------------------------- | ------------------------------- |
| 45 kg    | Helen Dawa · Philippines                   | Wanwisa Muenjit · Thái Lan      | Đặng Lê Bích Vân · Việt Nam     |
| 45 kg    | Helen Dawa · Philippines                   | Wanwisa Muenjit · Thái Lan      | Nwe Nwe Than · Myanmar          |
| 48 kg    | Văn Ngọc Tú · Việt Nam                     | Nancy Quillotes · Philippines   | Yuliati · Indonesia             |
| 48 kg    | Văn Ngọc Tú · Việt Nam                     | Nancy Quillotes · Philippines   | Wanida Klaisuti · Thái Lan      |
| 52 kg    | Boossara Sreetanaratn · Thái Lan           | Do Khanh Van · Việt Nam         | Elmarie Malasan · Philippines   |
| 52 kg    | Boossara Sreetanaratn · Thái Lan           | Do Khanh Van · Việt Nam         | Noor Maizura Zainon · Malaysia  |
| 57 kg    | Endang Sri Lestari Nugrohowati · Indonesia | Nguyễn Thị Kiều · Việt Nam      | Kanda Jindasawat · Thái Lan     |
| 57 kg    | Endang Sri Lestari Nugrohowati · Indonesia | Nguyễn Thị Kiều · Việt Nam      | Aye Aye Thin · Myanmar          |
| 63 kg    | Nguyễn Thị Như Ý · Việt Nam                | Wassanaporn Samthong · Thái Lan | Estie Gay Liwanen · Philippines |
| 63 kg    | Nguyễn Thị Như Ý · Việt Nam                | Wassanaporn Samthong · Thái Lan | Thandar Win · Myanmar           |
| 70 kg    | Karen Solomon · Philippines                | Lay Kaiyar Aung · Myanmar       | Nguyễn Thị Dinh · Việt Nam      |
| 70 kg    | Karen Solomon · Philippines                | Lay Kaiyar Aung · Myanmar       | Monrudee Krongthanee · Thái Lan |
| 78 kg    | Patcharee Pichaipat · Thái Lan             | Ruth Dugaduga · Philippines     | Cliffia Sulistio · Indonesia    |
| 78 kg    | Patcharee Pichaipat · Thái Lan             | Ruth Dugaduga · Philippines     | Nguyễn Thi Anh Ngọc · Việt Nam  |
| +78 kg   | Ira Purnamasari · Indonesia                | Khin Myo Thu · Myanmar          | Dinh Thi Diem Tuyen · Việt Nam  |
| +78 kg   | Ira Purnamasari · Indonesia                | Khin Myo Thu · Myanmar          | Niramon Promtaeng · Thái Lan    |